# Успенский собор (Витебск)
Успе́нский собо́р — православный храм в Витебске, кафедральный собор Витебской епархии Белорусского экзархата Русской православной церкви. Памятник архитектуры виленского барокко на Успенской горе. При постройке за образец взят храм Сан-Карло-аль-Корсо в Риме.
Построен в 1743—1777 годах как иезуитский храм. В 1820 году передан униатской церкви. С 1843 года — православный собор. Взорван и разрушен до основания в 1936 году во время «безбожной пятилетки».
Воссоздан в начале XXI века по инициативе православной церкви. Чин великого освящения собора 30 сентября 2011 года возглавил митрополит Минский и Слуцкий, Патриарший экзарх всея Беларуси Филарет (Вахромеев). В числе сослуживших ему архиереев был архиепископ Новгородский и Старорусский Лев (Церпицкий), сын витебского священника.

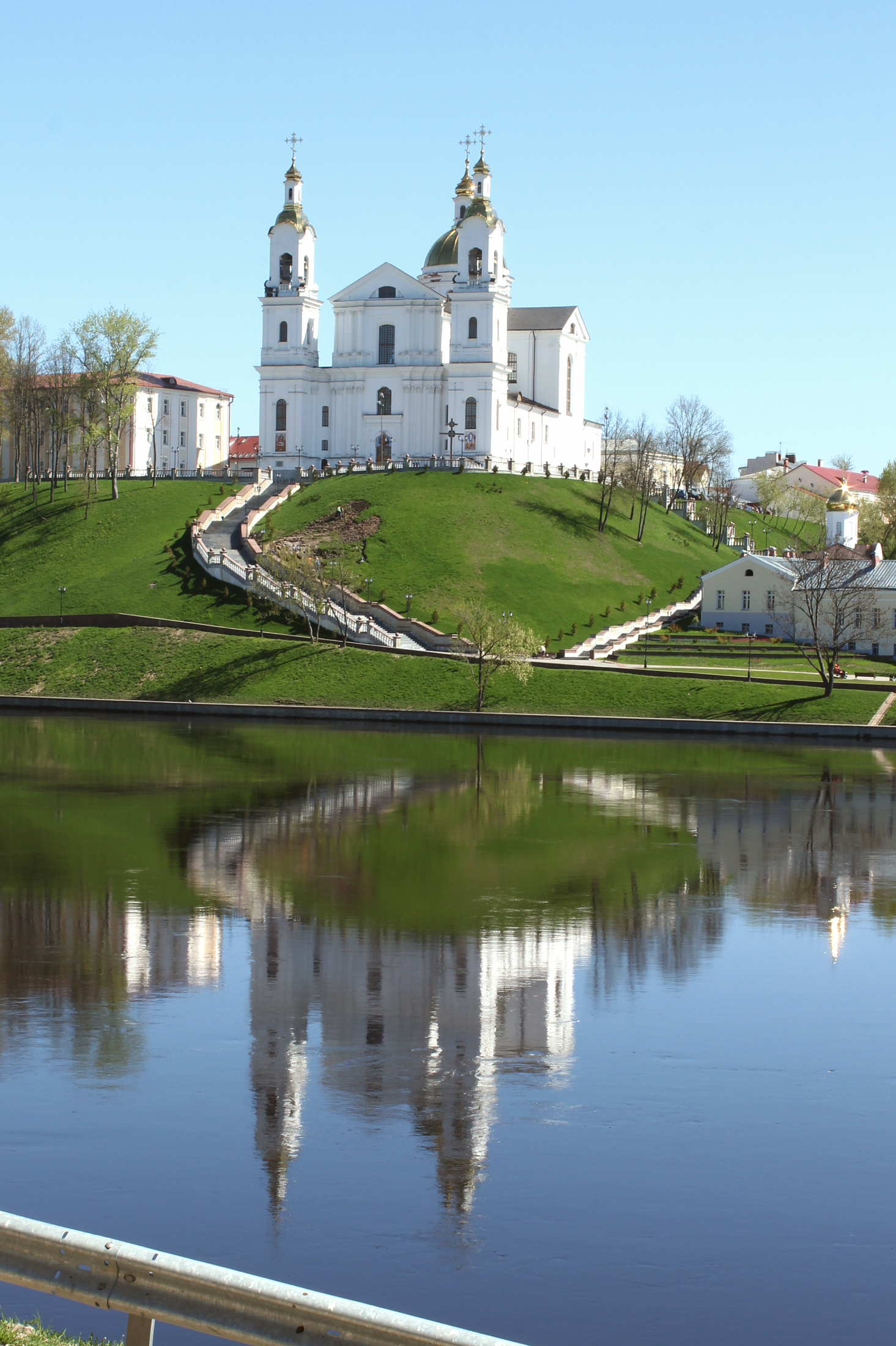
Вид на Успенский собор, 2012 год
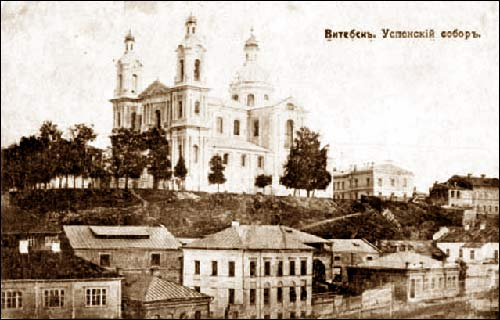
Открытка начала XX века
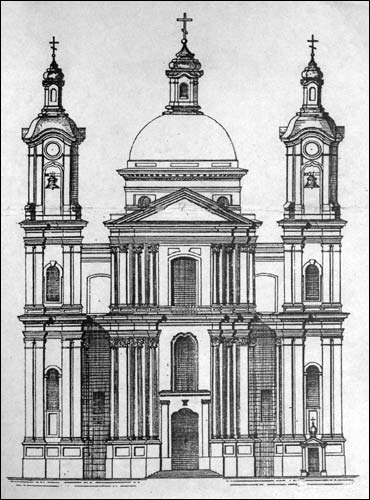
Главный фасад, XIX век
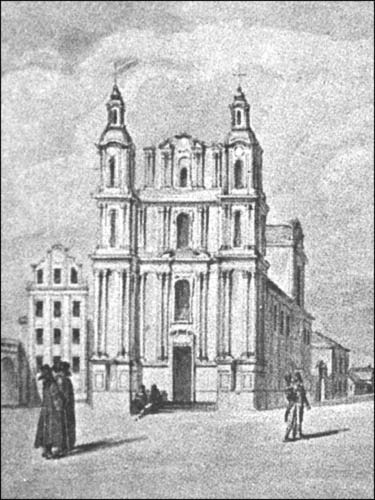
Рисунок Юзефа Пешки, XVIII век

## Настоятели
- Протоиерей Иаков Сченснович (с 1843 — 1.01.1853);
- Протоиерей Иосиф Гумилевский (1.01.1853 — 21.05.1859);
- Протоиерей Онуфрий Никонович (21.05.1859 — 15.05.1867);
- Протоиерей Иоаким Копаевич (15.05.1867 — 5.12.1870);
- Протоиерей Андрей Альбицкий (5.12.1870 — 3.11.1872);
- Протоиерей Василий Семенович Покровский (3.11.1872 — 29.07.1883);
- Протоиерей Василий Иванович Волков (1.09.1883 — 30.03.1896);
- Протоиерей Василий Тихонович Кудрявцев (8.04.1896 — 5.4.1898[1]);
- Протоиерей Александр Рылло (? — 8.5.1911[2]);
- Протоиерей Василий Добровольский (13.5.1911[3] — ?).